# Н’конг, Ален
Ален Н’конг (фр. Alain N'kong; род. 6 апреля 1979[…], Яунде) — камерунский футболист, полузащитник. Выступал за сборную Камеруна.

## Клубная карьера
Выступать на профессиональном уровне начал в клубе высшей лиги чемпионата Камеруна «Канон». Провёл в команде 3 сезона. В 1999 году в составе команды выиграл Кубок Камеруна.
Летом 2000 года перешёл в португальский клуб «Фреамунде», выступавший во второй по значимости лиге Португалии. По истечении сезона вернулся в «Канон», за который выступал в течение сезона. В составе клуба стал чемпионом Камеруна.
Летом 2002 года перешёл в уругвайский клуб «Вилья Эспаньола», выступавший во втором уругвайском дивизионе. Играл в команде до декабря.
В декабре 2002 года перешёл в испанский «Лас-Пальмас». По итогам чемпионата «Лас-Пальмас» занял пятое место в Сегунде.
С лета 2003 года Н’Конг — игрок португальского клуба «Пасуш де Феррейра». По итогам сезона 2003/04 «Пасуш де Феррейра» занял 17-е место и выбыл в Лигу де Онра.
Летом 2004 года переехал в Уругвай, став игроком клуба «Насьональ (Монтевидео)». Проведя 10 игр и забив один гол, выиграл апертуру чемпионата Уругвая.
С января 2005 года Ален — игрок команды «Колорадо Рэпидз», выступающей в MLS. Играл за команду в течение 3-х сезонов.
В сезоне 2005 года клуб занял третье место в Западной конференции и получил право играть в плей-офф Кубка MLS. В ответном матче против «Далласа», Н’Конг на 58-й минуте получил красную карточку, оставив свою команду в меньшинстве. Обе игры завершились вничью, по пенальти 5:4 победил «Колорадо Рэпидз». В селедующем раунде команда уступила клубу «Лос-Анджелес Гэлакси».
В сезон 2006 года команда заняла 4-е место в своей конференции и в плей-офф вновь играла с «Далласом». Вновь исход двухраундового противостояния решила серия пенальти — 5:4 победил клуб «Колорадо Рэпидз». В следующем раунде команда уступила клубу «Хьюстон Динамо».
В сезоне 2007 года был преобразован формат проведения чемпионата США. «Колорадо Рэпидз» занял 4-е место в своей конференции, но это результат оказался 10-м в сводной итоговой таблице чемпионата и в плей-офф команда не попала.
Летом 2007 года Н’Конг стал игроком мексиканского клуба «Атланте». В 2007 году клуб переехал из Мехико в Канкун. Дебютировал 4 августа 2007 года против клуба «Ягуарес». Первый гол забил в ворота «УНАМ Пумас» 11 августа 2007 года. Этот гол оказался победным для «Атланте». Кроме того, это был первый гол «Атланте» на своем новом стадионе «Андрес Кинтана Роо». В матче против «УНАМ Пумас» Алан, забив гол на 5-й минуте, на 87-й минуте получил красную карточку. В составе команды футболист выиграл Апертуру 2007 года.
В январе 2008 года Н’Конг на правах свободного агента перешёл в клуб второго дивизиона «Леон». Не сыграл за команду ни одного матча. В июле 2008 года получил статус свободного агента и занимался поиском клуба.
Летом 2008 года он был на просмотре в клубах «Сатурн» и «Рубин». Но ни одному клубу не подошёл.
С ноября 2008 года являлся игроком французского клуба «Булонь», выступающего в Ligue 2. Первый матч за клуб провёл 8 ноября 2008 года против команды «Аяччо». Первый гол — 6 февраля 2009 года в ворота клуба «Мец». Гол, забитый на 90-й минуте, позволил команде завершить матч вничью 1:1. Игрок в сезоне 2008/09, в основном, выходил на замену. Команда, заняв третье место, получила право выступать в высшей лиге французского чемпионата.
26 июня 2009 года, на правах свободного агента, перешёл в мексиканский клуб «Индиос», выступавший в высшей лиге. Первый матч за команду провёл 25 июля 2009 года против клуба «Монтеррей».

## Карьера в сборной
За сборную выступает с 2001 года.
В её составе участвовал в финальном раунде Кубка африканских наций 2008 года. Забил победный гол в полуфинальном матче против команды Ганы. В финальном матче камерунцы уступили 0:1 египтянам.

## Достижения
- Чемпион Камеруна 2002
- Обладатель Кубка Камеруна 1999
- Чемпион Мексики 2007 (Апертура)
- Серебряный призёр Кубка африканских наций 2008